# Isocythereis
Isocythereis is een geslacht van kreeftachtigen uit de klasse van de Ostracoda (mosselkreeftjes).

## Soorten
- Isocythereis caleyuensis Mendez & Swain, 1984 †
- Isocythereis carlsbadensis Holden, 1964 †
- Isocythereis elongata Weaver, 1982 †
- Isocythereis fissicostis Triebel, 1940 †
- Isocythereis folkestonensis Malz, 1982
- Isocythereis fortinodis Triebel, 1940 †
- Isocythereis gracilis Baynova, 1965 †
- Isocythereis magna Gruendel, 1964 †
- Isocythereis ndumuensis Dingle, 1984 †
- Isocythereis roochuensis Nohara, 1987 †
- Isocythereis sealensis Dingle, 1971 †
- Isocythereis similis Herrig, 1967 †
- Isocythereis wintoni (Alexander, 1929) Swain, 1981 †
- Isocythereis zigynensis Damotte, 1984 †